# سلتسو
شهر سلتسو (به روسی: Сельцо) در کشور روسیه و در اوبلاست بریانسک واقع شده‌است.